# Ein Fisch, der auf dem Rücken schwimmt
Ein Fisch, der auf dem Rücken schwimmt ist ein deutscher Spielfilm unter der Regie von Eliza Petkova, ihr Abschlussfilm an der Deutschen Film- und Fernsehakademie Berlin. Das Drehbuch stammt ebenfalls von Eliza Petkova. Der Film hatte seine Weltpremiere auf der Berlinale 2020 in der Sektion Perspektive Deutsches Kino.

## Handlung
Andrea, Anfang 40, ist eine Frau ohne Vergangenheit – verspielt, unmittelbar, leicht, energetisch, ehrlich, unberechenbar. Sie und der 50-jährige Philipp sind seit einiger Zeit zusammen und beschließen, zusammenzuziehen. Andreas Anwesenheit soll die Lücke der verstorbenen Hanna füllen. Der 19-jährige Martin ist Philipps Sohn und liebt und begehrt Andrea ebenfalls. In diesem Dreieck wachsen Erwartungen, Ängste und Sehnsüchte. Die drei Figuren leben in einem Haus, handeln außerhalb von Gesellschaftsnormen und scheitern dann doch an ihren viel zu menschlichen Bedürfnissen. Die innere Leere beginnt nach Bindung, nach Trost und nicht zuletzt nach Sicherheit zu suchen. Am Ende bleiben die Leere und die Frage nach der Schuld, auf die keine Antwort gegeben werden kann.

## Produktion und Vertrieb
Ein Fisch, der auf dem Rücken schwimmt ist Eliza Petkovas Abschlussfilm an der Deutschen Film- und Fernsehakademie Berlin.
Produzenten sind Konstantin Kann, Mathieu Miville und Nathan Nill,  Produktionsfirma die Deutsche Film- und Fernsehakademie Berlin.
Der Soundtrack wurde von Hannes Marget komponiert.
Der Film feierte seine Weltpremiere auf  der Berlinale.

## Titel
Der international verwendete Titel des Filmes ist A Fish Swimming Upside Down.

## Kritik
Der Film wurde von den Berlinale-Verantwortlichen als ein Werk eingestuft, das in einer Welt, in der sich der Begriff von Heimat wandelt, neue Fragen stelle. Er zeigt Frauen, die in kleinen und großen Zusammenhängen die Geschicke der Welt bewegen und ihre eigene Vorstellung von Heimat haben.